# Snasahögarna
Snasahögarna é uma montanha do sudoeste da província histórica da Jämtland, na Suécia.
O seu ponto mais alto é Storsnasen com 1 463 metros. Está localizada a sudeste da pequena localidade de Storlien na Comuna de Åre.